# Michael Urban (Politiker)
Michael Urban (* 19. April 1943 in Berlin) ist ein deutscher Politiker (CDU).
Michael Urban besuchte eine Handelsschule und machte eine Lehre als Industriekaufmann bei Siemens. Er trat der CDU bei und wurde bei der Berliner Wahl 1971 in die Bezirksverordnetenversammlung (BVV) im Bezirk Tiergarten gewählt. Da Fritz Troppa gestorben war, rückte Urban im November 1972 in das Abgeordnetenhaus von Berlin nach. Nach der Wahl 1975 wurde er von der BVV Tiergarten zum Bezirksstadtrat gewählt. Nach zwanzig Jahren schied er 1995 aus dem Amt aus und wurde später Vorsteher der BVV Tiergarten.